# Байдала (Акмолинская область)
Байдала (каз. Байдала) — село в Аршалынском районе Акмолинской области Казахстана. Входит в состав Берсуатского сельского округа. Код КАТО — 113437200.

## География
Село расположено возле одноименного озера, в южной части района, на расстоянии примерно 22 километров (по прямой) к югу от административного центра района — посёлка Аршалы, в 3 километрах к юго-восткоу от административного центра сельского округа — села Берсуат.
Абсолютная высота — 444 метров над уровнем моря.
Ближайшие населённые пункты: село Берсуат — на северо-западе.

## Население
В 1989 году население села составляло 375 человек (из них казахи — 43%, русские — 25%).

В 1999 году население села составляло 231 человек (117 мужчин и 114 женщин). По данным переписи 2009 года, в селе проживало 158 человек (87 мужчин и 71 женщина).
| Численность населения | Численность населения | Численность населения |
| 1989                  | 1999                  | 2009                  |
| --------------------- | --------------------- | --------------------- |
| 375                   | ↘231                  | ↘158                  |

## Улицы[5]
- ул. Адилет
- ул. Конституция
- ул. Тауелсиздик